# Basílica Senhor Bom Jesus de Iguape e Nossa Senhora das Neves
A Basílica Senhor Bom Jesus de Iguape e Nossa Senhora das Neves é um templo católico construído em pedra portuguesa, argamassa e óleo de baleia, entre os séculos XVIII e XIX. Ali é possível observar várias imagens, entre elas as dos padroeiros do município, Nossa Senhora das Neves e Bom Jesus de Iguape. 
Na basílica também é possível visitar a Sala dos Milagres, que possui objetos deixados pelos devotos em agradecimento a graças recebidas.  
Entre julho e agosto, na Festa do Senhor Bom Jesus de Iguape (6 de agosto) e Nossa Senhora das Neves (5 de agosto), recebe mais de 200 mil pessoas, sendo a segunda maior festa do Estado de São Paulo, perdendo, apenas, para a Grandiosa Novena e Festa da Padroeira, na Cidade de Aparecida. 